# Премия «Давид ди Донателло» лучшему иностранному актёру
Премия «Давид ди Донателло» лучшему иностранному актёру (итал. David di Donatello per il miglior attore straniero) — один из призов национальной итальянской кинопремии Давид ди Донателло, которая награждалась с 1957 по 1996 год.

## Победители и номинанты

### 1950-е
- 1957
  - Лоренс Оливье — Ричард III
- 1958
  - Марлон Брандо — Сайонара ex aequo
  - Чарльз Лотон — Свидетель обвинения ex aequo
- 1959
  - Жан Габен — Сильные мира сего

### 1960-е
- 1960
  - Кэри Грант — К северу через северо-запад
- 1961
  - Чарлтон Хестон — Бен-Гур
- 1962
  - Энтони Перкинс — Любите ли вы Брамса? ex aequo
  - Спенсер Трейси — Нюрнбергский процесс ex aequo
- 1963
  - Грегори Пек — Убить пересмешника
- 1964
  - Питер О’Тул — Лоуренс Аравийский ex aequo
  - Фредрик Марч — Семь дней в мае ex aequo
- 1965
  - Рекс Харрисон — Моя прекрасная леди
- 1966
  - Ричард Бёртон — Шпион, пришедший с холода
- 1967
  - Ричард Бёртон — Укрощение строптивой ex aequo
  - Питер О’Тул — Ночь генералов ex aequo
- 1968
  - Уоррен Битти — Бонни и Клайд ex aequo
  - Спенсер Трейси — Угадай, кто придет к обеду? ex aequo
- 1969
  - Род Стайгер — The Sergeant

### 1970-е
- 1970
  - Питер О’Тул — Прощайте, мистер Чипс ex aequo
  - Дастин Хоффман — Полуночный ковбой ex aequo
- 1971
  - Райан О’Нил — История любви
- 1972
  - Тополь — Скрипач на крыше
- 1973
  - Ив Монтан — Сезар и Розали ex aequo
  - Лоренс Оливье — Игра на вылет ex aequo
- 1974
  - Роберт Редфорд — Афера ex aequo
  - Аль Пачино — Серпико ex aequo
- 1975
  - Берт Ланкастер — Семейный портрет в интерьере ex aequo
  - Джек Леммон — Первая полоса ex aequo
  - Уолтер Маттау — Первая полоса ex aequo
- 1976
  - Филипп Нуаре — Старое ружьё ex aequo
  - Джек Николсон — Пролетая над гнездом кукушки ex aequo
- 1977
  - Сильвестр Сталлоне — Рокки ex aequo
  - Дастин Хоффман —  Марафонец ex aequo
- 1978
  - Ричард Дрейфусс — До свиданья, дорогая
- 1979
  - Ричард Гир — Дни жатвы ex aequo
  - Мишель Серро — Клетка для чудаков ex aequo

### 1980-е
- 1980:
  - Дастин Хоффман — Крамер против Крамера ex aequo
  - Джек Леммон — Китайский синдром ex aequo
- 1981
  - Берт Ланкастер — Атлантик-Сити
  - Роберт Де Ниро — Бешеный бык
  - Жерар Депардьё — Мой американский дядюшка
- 1982
  - Клаус Мария Брандауэр — Мефисто
- 1983
  - Пол Ньюман — Вердикт
  - Джек Леммон — Пропавший без вести
  - Дастин Хоффман — Тутси
- 1984
  - Вуди Аллен — Зелиг
  - Майкл Кейн — Почётный консул
  - Роберт Дюваль — Нежное милосердие
  - Жерар Депардьё — Дантон
- 1985
  - Том Халс — Амадей
  - Альберт Финни — Костюмер
  - Том Конти — Рубен, Рубен
  - Эдди Мёрфи — Полицейский из Беверли-Хиллз
- 1986
  - Уильям Хёрт — Поцелуй женщины-паука
  - Роберт Редфорд — Из Африки
  - Джек Николсон — Честь семьи Прицци
- 1987
  - Декстер Гордон — Полночный джаз
  - Джереми Айронс — Миссия
  - Майкл Кейн — Ханна и её сёстры
- 1988
  - Майкл Дуглас — Уолл-стрит
  - Майкл Дуглас — Роковое влечение
  - Джек Николсон — Иствикские ведьмы
- 1989
  - Дастин Хоффман — Человек дождя
  - Джон Малкович — Опасные связи
  - Джин Хэкмен — Миссисипи в огне

### 1990-е
- 1990
  - Филипп Нуаре — Жизнь и больше ничего
  - Вуди Аллен — Преступления и проступки
  - Робин Уильямс — Общество мёртвых поэтов
  - Том Круз — Рожденный четвёртого июля
  - Майкл Дуглас — Война супругов Роуз
- 1991
  - Джереми Айронс — Изнанка судьбы
  - Дирк Богард — Ностальгия по папочке
  - Жерар Депардьё — Сирано де Бержерак
  - Кевин Костнер — Танцующий с волками
  - Роберт Де Ниро — Славные парни
- 1992
  - Джон Туртурро — Бартон Финк
  - Роберт Де Ниро — Мыс страха
  - Мишель Буке — Тото-герой
- 1993
  - Даниель Отой — Ледяное сердце
  - Энтони Хопкинс — Говардс-Энд
  - Стивен Ри — Жестокая игра
- 1994
  - Энтони Хопкинс — Остаток дня
  - Дэниэл Дэй-Льюис — Во имя отца
  - Аль Пачино — Путь Карлито
- 1995
  - Джон Траволта — Криминальное чтиво
  - Хью Грант — Четыре свадьбы и одни похороны
  - Том Хэнкс — Форрест Гамп
- 1996
  - Харви Кейтель — Дым
  - Мишель Серро — Нелли и месье Арно
  - Вуди Аллен — Великая Афродита